# Liga Mexicana del Pacífico 1967-68
La Temporada 1967-68 de la Liga Mexicana del Pacífico fue la 10.ª edición, llevó el nombre de Alfonso Robinson Bours Monteverde y comenzó el 15 de septiembre de 1967.
A partir de esta campaña, cada temporada llevaría el nombre de algún personaje destacado del béisbol. Además trajo muchas novedades porque es la más temprana en comenzar y la única que terminó en el mismo año.
En esta temporada no participaron los equipos de Mayos de Navojoa y Rieleros de Empalme, ambos se retiraron por problemas económicos, el equipo de Rieleros de Empalme nunca más volvería a competir en la Liga Mexicana del Pacífico. Sus jugadores fueron drafteados por los 6 que quedaron y con ello no se contrató a ningún extranjero.
Se presentó un nuevo sistema de competencia, dividiendo la temporada regular en tres vueltas, resultando campeón el equipo que terminara con mayor número de juegos ganados (primera posición) en el standing. El calendario se amplió, pasando de 84 a 94 juegos.
Durante la campaña se presentó un juego sin hit ni carrera y un juego sin hit con carrera, además el equipó de Ostioneros de Guaymas obtuvo la triple corona de bateo.
La temporada finalizó el 28 de diciembre de 1968, con la coronación de los Ostioneros de Guaymas al terminar en la primera posición del standing.

## Sistema de competencia

### Temporada regular
La temporada regular se dividió en tres vueltas, abarcando un total de 94 juegos a disputarse para cada uno de los cuatro clubes, resultando campeón el equipo con mayor porcentaje de ganados y perdidos (primera posición).

### Final
En caso de que el mismo equipo terminara de líder en las dos vueltas sería proclamado campeón, si los clubes líderes en cada mitad fueran distintos se jugaría una serie final por el campeonato a ganar 3 de 5 juegos.

## Calendario
- Número de Juegos: 94 juegos

## Datos sobresalientes
- Horacio Piña lanza un juego sin hit con carrera el 30 de septiembre de 1967, con Tomateros de Culiacán en contra de Ostioneros de Guaymas, siendo el número 4 de la historia de la LMP.
- Simon Betancourt lanza un juego sin hit ni carrera el 28 de noviembre de 1967, con Cañeros de Los Mochis en contra de Venados de Mazatlán, siendo el número 5 de la historia de la LMP.
- Ostioneros de Guaymas Obtuvo la triple corona de bateo por equipo.

## Equipos participantes
| Liga Mexicana del Pacífico 1967-68 |           |                   |                        |                         |           |
| Equipo                             | Fundación | Mánager           | Ciudad                 | Estadio                 | Capacidad |
| Cañeros de Los Mochis              | 1947      | Ossie Álvarez     | Los Mochis, Sinaloa    | Mochis                  | 6,000     |
| Naranjeros de Hermosillo           | 1944      | Manuel Magallón   | Hermosillo, Sonora     | Fernando M. Ortiz       | 5,000     |
| Ostioneros de Guaymas              | 1945      | Ronaldo Camacho   | Guaymas, Sonora        | "Abelardo L. Rodríguez" | 5,000     |
| Tomateros de Culiacán              | 1965      | Vinicio García    | Culiacán, Sinaloa      | General Ángel Flores    | 4,000     |
| Venados de Mazatlán                | 1945      | Guillermo Garibay | Mazatlán, Sinaloa      | Teodoro Mariscal        | 4,000     |
| Yaquis de Ciudad Obregón           | 1947      | Tomas Herrera     | Ciudad Obregón, Sonora | Álvaro Obregón          | ***       |

## Standings

### Primera Vuelta
| Equipos                  | JJ | JG | JP | JE | JV  | PCT  |
| ------------------------ | -- | -- | -- | -- | --- | ---- |
| Tomateros de Culiacán    | 31 | 20 | 11 | -  | -   | .645 |
| Ostioneros de Guaymas    | 33 | 19 | 12 | 2  | 1.0 | .613 |
| Cañeros de Los Mochis    | 31 | 18 | 12 | 1  | 1.5 | .600 |
| Naranjeros de Hermosillo | 32 | 14 | 18 | -  | 6.5 | .438 |
| Venados de Mazatlán      | 32 | 11 | 20 | 1  | 9.0 | .355 |
| Yaquis de Ciudad Obregón | 31 | 11 | 20 | -  | 9.0 | .355 |

### Segunda Vuelta
| Equipos                  | JJ | JG | JP | JE | JV  | PCT  |
| ------------------------ | -- | -- | -- | -- | --- | ---- |
| Tomateros de Culiacán    | 32 | 18 | 13 | 1  | -   | .581 |
| Ostioneros de Guaymas    | 33 | 19 | 14 | -  | 0.5 | .576 |
| Cañeros de Los Mochis    | 34 | 19 | 14 | 1  | 0.5 | .576 |
| Venados de Mazatlán      | 34 | 16 | 15 | 3  | 2.0 | .516 |
| Naranjeros de Hermosillo | 32 | 14 | 18 | -  | 4.5 | .438 |
| Yaquis de Ciudad Obregón | 33 | 10 | 22 | 1  | 8.5 | .313 |

### Tercera Vuelta
| Equipos                  | JJ | JG | JP | JE | JV  | PCT  |
| ------------------------ | -- | -- | -- | -- | --- | ---- |
| Ostioneros de Guaymas    | 30 | 20 | 10 | -  | -   | .667 |
| Tomateros de Culiacán    | 32 | 19 | 13 | -  | 2.0 | .594 |
| Cañeros de Los Mochis    | 32 | 14 | 16 | 2  | 6.0 | .467 |
| Venados de Mazatlán      | 30 | 12 | 16 | 2  | 7.0 | .429 |
| Naranjeros de Hermosillo | 29 | 12 | 17 | -  | 7.5 | .414 |
| Yaquis de Ciudad Obregón | 29 | 12 | 17 | -  | 7.5 | .414 |

### General
| Equipos                  | JJ | JG | JP | JE | JV   | PCT  |
| ------------------------ | -- | -- | -- | -- | ---- | ---- |
| Ostioneros de Guaymas    | 96 | 58 | 36 | 2  | -    | .617 |
| Tomateros de Culiacán    | 95 | 57 | 37 | 1  | 1.0  | .606 |
| Cañeros de Los Mochis    | 97 | 51 | 42 | 4  | 8.0  | .548 |
| Venados de Mazatlán      | 96 | 39 | 51 | 6  | 18.0 | .433 |
| Naranjeros de Hermosillo | 93 | 40 | 53 | -  | 18.5 | .430 |
| Yaquis de Ciudad Obregón | 93 | 33 | 59 | 1  | 25.0 | .359 |

| Campeón |

Nota: El campeón se definió por la primera posición en el standig.

## Cuadro de Honor
| Equipos                  | Posición   |
| ------------------------ | ---------- |
| Ostioneros de Guaymas    | Campeón    |
| Tomateros de Culiacán    | Subcampeón |
| Cañeros de Los Mochis    | 3° Lugar   |
| Venados de Mazatlán      | 4° Lugar   |
| Naranjeros de Hermosillo | 5° Lugar   |
| Yaquis de Ciudad Obregón | 6° Lugar   |

## Designaciones
A continuación se muestran a los jugadores más valiosos de la temporada.
| Designación         | Ganador         | Equipo                                      |
| ------------------- | --------------- | ------------------------------------------- |
| Jugador Más Valioso | Ronaldo Camacho | Ostioneros de Guaymas                       |
| Pitcher del Año     | Enrique Romo    | Ostioneros de Guaymas                       |
| Novato del año      | Enrique Romo    | Ostioneros de Guaymas                       |
| Mánager del Año     | Ronaldo Camacho | Ostioneros de Guaymas                       |
| Mánager Campeón     | Ronaldo Camacho | Ostioneros de Guaymas                       |
| Campeón de Bateo    | Héctor Espino   | Naranjeros de Hermosillo                    |
| Campeón de Pitcheo  | Vicente Romo    | Ostioneros de Guaymas-Cañeros de Los Mochis |